# Sideroxylon ibarrae
Sideroxylon ibarrae  es una especie de planta en la familia Sapotaceae. Es un pequeño árbol endémico de Guatemala que fue únicamente registrado en el departamento de Baja Verapaz. Crece en selva tropical y puede alcanzar una altura de 20 m.